# Бельты
Бельты (чечен. Белта) — село в Курчалоевском районе Чеченской республики. Входит в состав Ялхой-Мохкского сельского поселения.

## География
Село расположено на левом берегу реки Гумс, в 22 км к юго-востоку от районного центра — Курчалой и в 62 км к юго-востоку от города Грозный.
Ближайшие населённые пункты: на северо-востоке — село Ахкинчу-Борзой, на востоке — село Ялхой-Мохк, на юго-западе — село Корен-Беной и на западе — село Хиди-Хутор.

## История
В 1944 году после депортации чеченцев, и упразднения Чечено-Ингушской АССР, селение Бельты было переименовано в Сагада и заселён выходцами из соседнего Дагестана. 
После восстановления Чечено-Ингушской АССР, в 1958 году населённому пункту было возвращено его прежнее название Бельты, выходцы из Дагестана переселены обратно.

## Образование
- Бельтинская СОШ[7].